# Puentecillas, Hidalgo
Puentecillas är en ort i Mexiko.   Den ligger i kommunen Omitlán de Juárez och delstaten Hidalgo, i den sydöstra delen av landet, 90 km nordost om huvudstaden Mexico City. Puentecillas ligger 2 710 meter över havet och antalet invånare är 426.
Terrängen runt Puentecillas är kuperad. Runt Puentecillas är det ganska tätbefolkat, med 93 invånare per kvadratkilometer. Närmaste större samhälle är Pachuca de Soto, 10,4 km väster om Puentecillas. I omgivningarna runt Puentecillas växer i huvudsak blandskog.